# Robert Frost: A Lover's Quarrel With the World
Pour plus de détails, voir Fiche technique et Distribution.
Robert Frost: A Lover's Quarrel With the World est un film documentaire américain réalisé par Shirley Clarke et sorti en 1963 au cinéma.
Le titre est une allusion à une des citations du poète Robert Frost, qui est inscrite sur sa pierre tombale.

## Synopsis
Le documentaire parcourt les dernières années du poète Robert Frost (1874-1963). On le voit notamment recevoir une récompense des mains du président John Kennedy.

## Fiche technique
- Titre : Robert Frost: A Lover's Quarrel With the World
- Réalisation : Shirley Clarke
- Scénario : Robert Hughes
- Société de production : WGBH
- Durée : 41 minutes
- Type : noir et blanc
- Date de sortie : 23 octobre 2013
- Lieu de tournage :  Amherst College, Amherst, Massachusetts, USA

## Distribution
- Robert Frost : lui-même

## Distinctions
- Oscar du meilleur documentaire en 1964[1].